# Birmingham–Southern College
Birmingham–Southern College (BSC) es una universidad privada de artes liberales en Birmingham, Alabama. Fundada en 1856, la universidad está afiliada a la Iglesia Metodista Unida y está acreditada por la Asociación de Colegios y Escuelas del Sur (SACS). El cuerpo estudiantil de la universidad es de aproximadamente 1300 estudiantes. 

## Historia

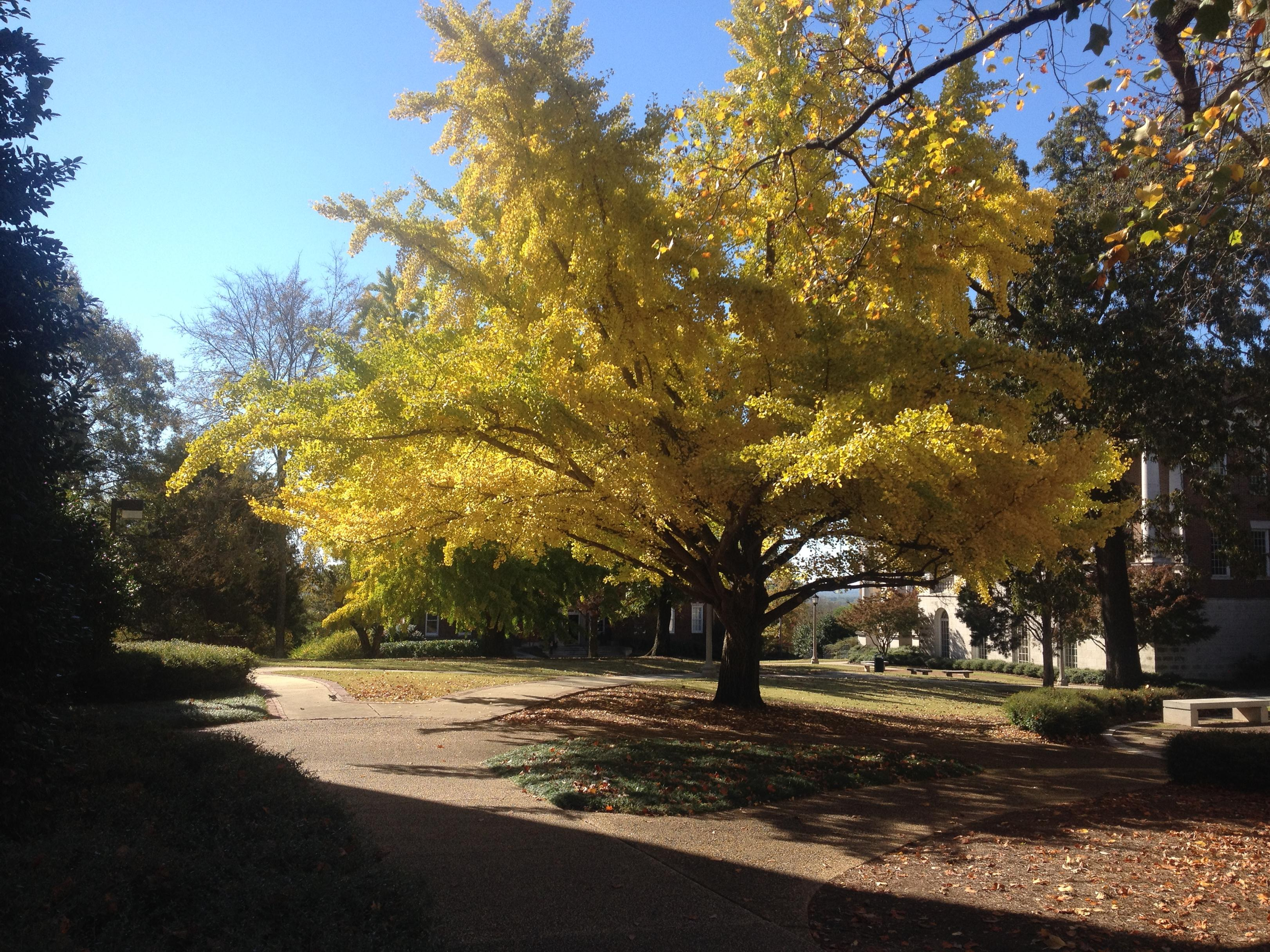
Árbol de ginkgo de Munger Hall

Birmingham – Southern College es el resultado de la fusión de Southern University, fundada en Greensboro, Alabama, en 1856, con Birmingham College, inaugurado en 1898 en Birmingham, Alabama. Estas dos instituciones se consolidaron el 30 de mayo de 1918 bajo el nombre de Birmingham – Southern College. Phi Beta Kappa reconoció Birmingham-Southern en 1937, estableciendo el capítulo Beta de Alabama.

## Académica
Actualmente, la universidad ofrece cinco títulos de licenciatura en más de 50 programas de estudio, así como especializaciones interdisciplinarias e individualizadas y programas de doble titulación.

## Instalaciones

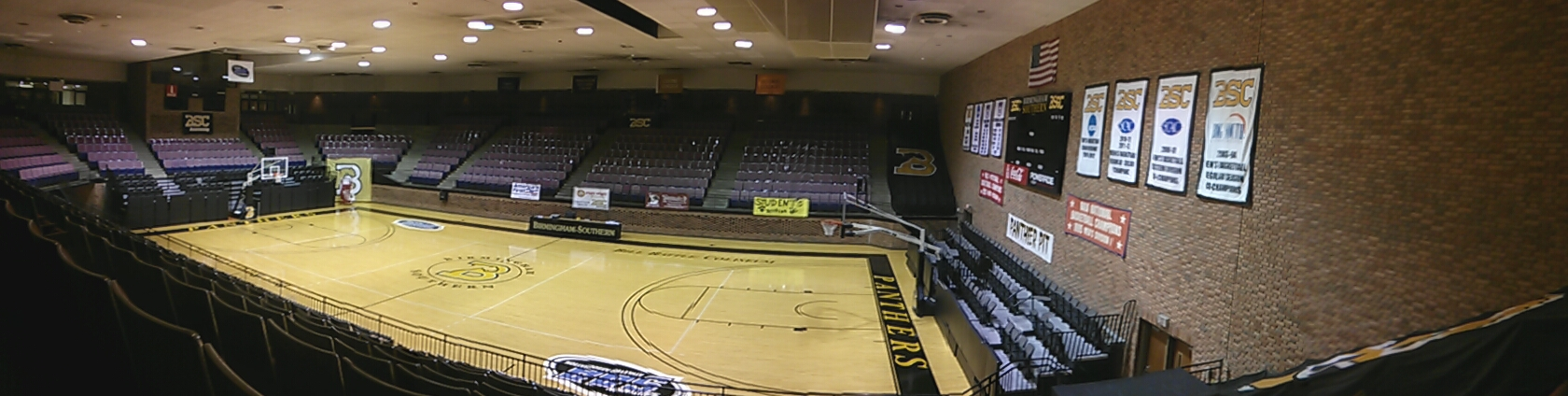
Bill Battle Coliseum, la cancha local del equipo de voleibol femenino Birmingham-Southern y de los equipos de baloncesto masculino y femenino.

El campus está situado en 192 acres boscosos a tres millas al oeste del centro de Birmingham. La universidad tiene 45 edificios/instalaciones académicas, residenciales, administrativas y deportivas.

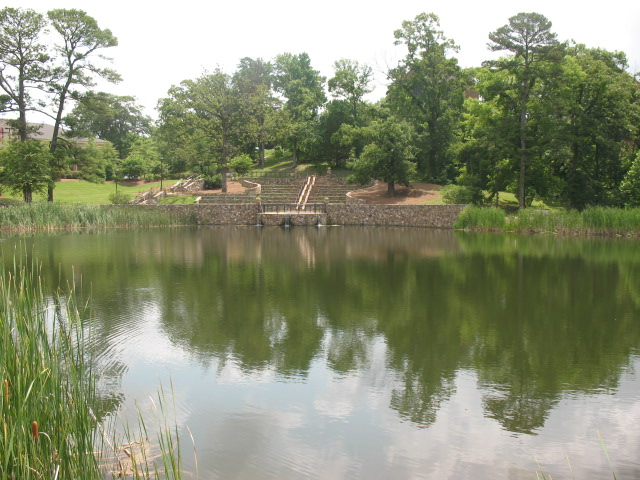
Parque Ambiental Urbano

## Deportes
Los equipos deportivos de Birmingham-Southern se llaman Panthers. La universidad es miembro de las filas de la División III de la Asociación Nacional de Atletismo Universitario (NCAA), y compite principalmente en la Asociación Atlética del Sur (SAA) desde el año académico 2012-13. Los Panthers compitieron anteriormente en la Conferencia Atlética Colegiada del Sur (SCAC) D-III de 2007–08 a 2011–12; en la Conferencia Big South dentro de la División I de la NCAA desde 2001–02 a 2006–07; y en la Conferencia Atlética TranSouth (TranSouth o TSAC) de la Asociación Nacional de Atletismo Intercolegial (NAIA) de 1996–97 a 2000–01.
Birmingham – Southern compite en 22 deportes universitarios interuniversitarios:  Los deportes masculinos incluyen béisbol, baloncesto, campo a través, fútbol, golf, lacrosse, fútbol, natación, tenis y atletismo (interior y exterior); mientras que los deportes femeninos incluyen baloncesto, campo a través, golf, lacrosse, fútbol, sóftbol, natación, tenis, atletismo y voleibol.

## Alumnos notables
- William Acker – juez de distrito de los Estados Unidos
- Robert Aderholt - congresista de los Estados Unidos por Alabama (1997-presente)
- Laurie C. Battle - congresista de los Estados Unidos por Alabama (1947-1955)
- Amanda Bearse - actriz, conocida por su papel de Marcy en la comedia de televisión Married... con los niños.
- Richmond C. Beatty (BA 1926) – académico, biógrafo y crítico
- Harvie Branscomb – rector de la Universidad de Vanderbilt (1946-1963)
- Lewis C. Branscomb (1865-1930) - ministro metodista
- Charles Brooks – caricaturista editorial
- Pat Buttram - actor (compañero de Gene Autry en las películas, y del Sr. Haney en la serie de televisión Green Acres)
- Miles Copeland III – ejecutivo de música y entretenimiento, ex manager de The Police y cofundador de I.R.S. Records
- Howard Cruse - caricaturista
- Charles Gaines – autor, periodista, guionista, editor; Premios Cine Gold Eagle, Premio Emmy de la Academia Nacional de Artes y Ciencias de la Televisión
- Alexander Gelman – director de Teatro, Organic Theater Company, Chicago
- Rebecca Gilman – dramaturga estadounidense
- Jennifer Hale – actriz de doblaje
- Walker Hayes – cantante y compositor de música country
- Donald Heflin - diplomático estadounidense
- Howell Heflin - senador de los Estados Unidos por Alabama (1978-1997)
- Perry O. Hooper, Sr. – 27.º presidente de la Corte Suprema de Alabama
- Alexa Jones – ex Miss Alabama y reportera de noticias
- Hugh Martin - Compositor y arreglista de Broadway y cine, incluida la película musical Meet Me In St. Louis, protagonizada por Judy Garland.
- Walter P. McConaughy - Diplomático de carrera y embajador de Estados Unidos en Birmania, Corea del Sur, Pakistán y Taiwán.
- John B. McLemore – (Abandono después de 3 años) Restaurador de relojes antiguos, y foco del podcast "This American Life" "S- Town"
- Morgan Murphy – Crítico gastronómico y autor
- Joe Nasco – Futbolista profesional
- Naslund de Army Jet - Autor
- LaFayette L. Patterson – Representante de los Estados Unidos
- Gin Phillips – Novelista
- Howell Raines – Editor ejecutivo de The New York Times (2001-2004); Premio Pulitzer de Guion, 1992
- Ray Reach – Pianista de jazz, vocalista, arreglista, compositor, productor y educador. Director de Programas Estudiantiles de Jazz en el Salón de la Fama del Jazz de Alabama.
- Glenn Shadix - Actor estadounidense
- Daryl Shore – Jugador y entrenador de fútbol profesional
- Morgan Smith Goodwin – Actriz, portavoz de Wendy's
- Luther Leonidas Terry - Cirujano General de los Estados Unidos (1961-1965)
- Butch Thompson, entrenador principal de béisbol de la Universidad de Auburn
- Martin Waldron (1925-1981) - Ganador del Premio Pulitzer al Servicio Público en 1964
- Ray Wedgeworth - entrenador en jefe de la Universidad Estatal de Jacksonville: baloncesto (1951-1953), fútbol (1953) y béisbol (1964-1970)
- Frederick Palmer Whiddon - Presidente, Universidad del Sur de Alabama (1963–1998)
- Robert Lee Williams - tercer gobernador de Oklahoma (1915-1919)
- John H. Yardley - Patólogo

## Otras lecturas
- Joseph H. Parks y Oliver C. Weaver, Birmingham-Southern College, 1856–1956. Nashville, TN: Parthenon Press, 1957.